# Monique Haas
Monique Haas fue una pianista francesa, nacida en París el 20 de octubre de 1909 y muerta en la misma ciudad el 9 de junio de 1987 (a los 77 años). Era especialista, sobre todo, en compositores de música modernista del siglo XX (entre los cuales figuran Debussy, Ravel, Enescu y Bartók) .

## Biografía
Hija del ingeniero químico Louis Haas, entra en el Conservatorio de París en septiembre de 1923, en la clase superior de Lazare Lévy de donde sale provista de un primer Premio en 1927. Recibe enseñanza de Charles Tournemire (música de cámara), Maurice Emmanuel (historia de la música) y Suzanne Demarquez (armonía). Después es alumna, en privado, de Rudolf Serkin en Riehen y más tarde de Robert Casadesus y Georges Enescu.
Da su primer concierto en 1928 con un recital de Beethoven, Chopin, Ravel y Fauré, pero su nombre es asimilado sobre todo a una pianista de la vanguardia. Está ligada a los compositores de la Escuela de París, pues su marido Marcel Mihalovici (amigo, entre otros, del filósofo y musicólogo Vladimir Jankélévitch) formaba parte, al lado de Bohuslav Martinů, Aleksandr Cherepnín, Alexandre Tansman, Conrad Beck y Tibor Harsanyi.
Monique Haas asegura el estreno de varias obras contemporáneas, como los tríos de Aram Jachaturián y de Staempfli, piezas de Pisk, de Albert Roussel, de Martinů, Neugeboren, Jolivet. Interpreta Les Noces de Stravinski bajo la dirección de Hermann Scherchen (1935) y toca obras de Berg, Journeau, Manziarly, las Variaciones de Webern (op. 27) en un momento en que estas obras eran poco conocidas. Por otra parte Henri Dutilleux se refiere a ella como "Una célebre intérprete de la música de Ravel".
Al ser judíos los dos, su marido y ella tienen que refugiarse en Cannes durante la Segunda Guerra Mundial.
Su carrera la conduce hasta Australia, pasando por los Estados Unidos (invitada por Munch a Boston en 1960), China, la URSS, Armenia, Polonia (1946) y Rumanía donde graba con Ion Voicu las sonatas para violín de Prokófiev y Milhaud. Monique Haas fue simpatizante del Partido comunista francés desde los años de la resistencia, sin ser miembro.
Deja un gran número de grabaciones de obras de Ravel, Mozart (conciertos), Debussy (Preludios, Estudios, Para el piano), Bartók y Hindemith.
Después de haber dado máster clases en el Mozarteum de Salzburgo, fue profesora del Conservatorio de París durante tres años, de 1967 a 1970.

## Discografía completa

### Piano solo
- Bach: Concierto italiano en fa mayor, BWV 971 (febrero 1946, Decca / Thara TAH 629)
- Bartók: Sonatina (1949, DG)
- Chopin: Estudios Op. 10 N.º 3 & 5 (1959, DG)
- Couperin
  - Le tic toc choc ou Les maillotins (febrero 1950, Decca)
  - Las barricadas misteriosas (febrero 1950, Decca)
- Debussy
  - Obras para piano (Warner / Erato 2CD)
  - Doce estudios para piano, libro I & II (1951, DG)
  - Preludios, libro I & II (1962-63, DG)
  - Estudios para el piano: Estudio para los ocho dedos (1949, DG)
  - Para el piano: Toccata (1949, DG)
  - Para el piano (Preludio, Sarabande, Toccata) (marzo 1957, Tahra Tah 567)
  - Preludios, libro I: La fille aux cheveux de lin (1949, DG)
  - Preludios, libro II: Feux d'artifice (1949, DG)
- Haydn
  - Sonata para piano en fa mayor, Hob.16:23 (1959, DG)
  - Sonata para piano en mi bemol mayor, Hob.16:52 (1959, DG)
  - Arietta y variac., Hob.17:3 (1959, DG)
  - Fantasía en do mayor, Hob.17:4 (1959, DG)
- Mihalovici
  - Ricercari, op. 46 (1941, DG)
  - Sonata para piano, op. 90 (1972, Erato) Su última grabación
- Rameau: Los cíclopes (febrero 1946, Decca / Thara TAH 629)
- Ravel
  - Valses nobles y sentimentales (1955, DG)
  - La tumba de Couperin (1955, DG)
  - Sonatina (1955, DG)
  - Obras para piano (1968, Warner / Erato 4CD)
- Roussel: Tres piezas, op. 49 (1949, DG)
- Schumann: Fantasiestücke, Op. 12 (1955, DG)
- Cherepnín: Obras para teclado: Ocho preludios op. 9, Vœux op. 39b, Ocho piezas op. 88, Sonata para piano no 2 op. 94 (Aulos)

### Cuatro manos
- Mozart: Sonates KV 358, 381 & 448 - con Heinz Schröter (1955 & 1957, Deutsche Grammophon)

### Otros
- Wyschnegradsky: Así habló Zaratustra, Op. 17 para cuatro pianos en cuarto de tono - Monique Haas, Ina Marika, Edouard Staempfli, Max Vredenburg, pianos, Dir. Ivan Wyschnegradsky (1938, Ediciones del Pájaro-Lira)

### Música de cámara
- Ravel: Sonata para violín y piano - con Max Rostal, violín (1958, DG)
- Mihalovici: Sonata para violín y piano no 2, op. 45 - con Max Rostal, violín (1958, DG)

### Con orquesta
- Bartók
  - Concierto para piano n° 3 - Sinfonieorchester des Bayerischen Rundfunks, Dir. Eugen Jochum (1951, Tah 556/558)
  - Concierto para piano n° 3 - RIAS, Dir. Ferenc Fricsay  (abril 1954, Deutsche Grammophon)
  - Concierto para piano n° 3 - Orquesta nacional de la ORTF, Dir. Paul Paray (1954)
- Hindemith
  - Konzermusik, op. 49 - Berliner Philharmoniker, Dir. Paul Hindemith (1957, Deutsche Grammophon)
  - Konzermusik, op. 49 - Dir. Constantin Bugeanu (1964, Electrecord)
- Mihalovici
  - Toccata para piano y orquesta - Sinfonieorchester des Bayerischen Rundfunks, Dir. Rudolf Albert (abril 1952, Tahra Tah 567)
  - Esercizio Per Archi - Dir. Jean François Paillard (1972, Erato)
  - Estudio en dos partes - Juntos Ars Nova, Dir. Marius Constant (1972, Erato)
- Mozart
  - Concierto para piano n° 14, Kv 449 - Berliner Philharmoniker, Dir. Ferdinand Leitner (1957, Deutsche Grammophon)
  - Concierto para piano n° 21, Kv 467 - SWF Sinfonieorchester, Dir. Hans Rosbaud (nov. 1956, Thara TAH 629)
  - Concierto para piano n° 23, Kv 488 - Berliner Philharmoniker, Dir. Leitner (1953, Deutsche Grammophon)
  - Concierto para piano n° 23, Kv 488 - NDR Sinfonieorchester, Dir. Hans Schmidt-Isserstedt (janv. 1956, Thara TAH 629)
- Ravel
  - Concierto para piano en sol mayor - Orquesta sinfónica de la radio de Alemania del norte, Dir. Schmidt-Isserstedt (30 de noviembre de 1948, Deutsche Grammophon 459 010-2)
  - Concierto para piano en sol mayor - Orquesta nacional de la ORTF, Dir. Jascha Horenstein (feb. 1952, Music & Artes CD-1146 9CD)
  - Concierto para piano en sol mayor - Orquesta de la Sociedad de Conciertos del Conservatorio, Dir. André Cluytens (1958, Archipiélago ARPCD 0408)
  - Conciertos para piano Orquesta nacional de la RTF, Dir. Paul Paray (1965, Deutsche Grammophon "The Originals" 477 5353)
- Schumann
  - Concierto para piano - Berliner Philharmoniker, Dir. E. Jochum (mayo 1951, Deutsche Grammophon)
  - Concierto para piano - Sinfonieorchester des Bayerischen Rundfunks, Dir. E. Jochum (enero 1954, Tahra Tah 567)
- Stravinsky, Capriccio para piano y orquesta - RIAS, Dir. F. Fricsay  (26–27 de septiembre de 1950, Deutsche Grammophon 459 010-2)